# Turchi in Bosnia ed Erzegovina
I turchi in Bosnia ed Erzegovina, noti anche come turchi bosniaci, sono turchi etnici che formano la più antica minoranza nazionale in Bosnia ed Erzegovina. La comunità turca iniziò a stabilirsi nella regione nel XV secolo sotto il dominio ottomano, tuttavia molti turchi emigrarono in Turchia quando la Bosnia ed Erzegovina passò sotto il dominio austro-ungarico. 

## Storia
Quando l'Impero Ottomano conquistò il regno bosniaco nel 1463, una significativa comunità turca arrivò nella regione. La comunità turca è cresciuta costantemente durante il dominio ottomano della Bosnia; tuttavia, dopo che gli ottomani furono sconfitti nelle guerre balcaniche (1912-1913), la maggior parte dei turchi, insieme ad altri musulmani che vivevano nella regione, lasciò le proprie case e migrò in Turchia come "Muhacir" (rifugiati musulmani da paesi non musulmani). 

## Cultura
Nel 2003 l'Assemblea parlamentare della Bosnia ed Erzegovina ha adottato la Legge sulla protezione dei diritti dei membri delle minoranze nazionali. Secondo la Legge, le libertà culturali, religiose, educative, sociali, economiche e politiche della minoranza turca sono protette dallo Stato. 

### Lingua
La lingua turca è ufficialmente riconosciuta come lingua minoritaria della Bosnia ed Erzegovina in conformità con la Carta europea delle lingue regionali o minoritarie, ai sensi dell'articolo 2, paragrafo 2, della ratifica del 2010. 
Secondo il censimento del 2013, 4.233 persone (3200 maschi, 1033 femmine), 2000 delle quali vivevano nel cantone di Sarajevo, hanno dichiarato il turco come lingua madre mentre 1.108 (738 maschi, 370 femmine), 970 delle quali vivevano nel cantone di Sarajevo, si sono dichiarati turchi di etnia.  

### Religione
La minoranza turca pratica il ramo sunnita dell'Islam ma tende ad essere altamente laica. 

### Comunità
La comunità turca in Bosnia è ben sovvenzionata, grazie al forte legame storico tra i due paesi. 

## Demografia
Secondo il censimento della popolazione del 1991 267 turchi vivevano in Bosnia ed Erzegovina, mentre il censimento bosniaco del 2013 ne ha registrati 1.108, quasi tutti nella Federazione di Bosnia ed Erzegovina (1.097 persone). Più dell'ottanta per cento di tutti i turchi in Bosnia ed Erzegovina vive nella capitale Sarajevo. 